# Bill Watterson
William »Bill« Bloyd Watterson II., ameriški stripar, * 5. julij 1958, Washington D.C., ZDA.
Bill Watterson je pomemben ameriški ustvarjalec stripov. Njegov najbolj znani strip je Calvin in Hobbes, ki je tretji najpopularnejši strip na svetu, takoj za Hergejevim Tintinom in Davisovemu Garfieldom. Čeprav so v Slovenijo njegove knjige komaj prišle, je takoj postal zelo priljubljen.